# Судан на літніх Олімпійських іграх 2004
Судан брав участь у Літніх Олімпійських іграх 2004 року у Афінах удев'яте. Країну представляло 4 спортсмени у 1 виді спорту (легка атлетика), проте жоден із них не завоював медалі. Прапороносцем був Тодд Меттьюс Джуда. У збірній була одна жінка.